# Assiniboine

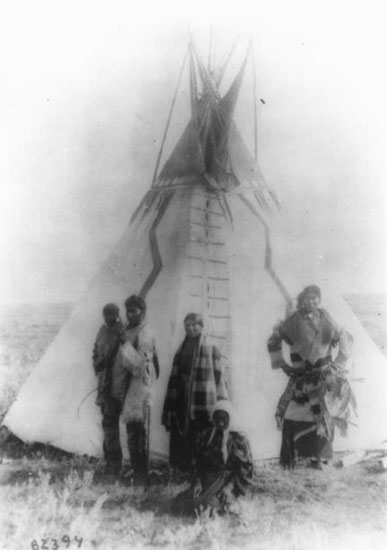
Familia assiniboine, Montana, 1890-1891.

Los assiniboine, conocidos por el nombre Ojibwe del Asiniibwaan "Stone Sioux", son un pueblo amerindio/First Nations naturales del Norte del territorio de las Grandes Llanuras de América del Norte, específicamente en la actual Montana y partes de Saskatchewan, Alberta y el sudoeste de Manitoba cerca de la frontera de Estados Unidos y Canadá. 
Fueron muy conocidos a finales del siglo XVII y principios del siglo XVIII. Artistas del siglo XIX retrataron a la gente assiniboine, como Karl Bodmer o George Catlin. Los assiniboine tienen muchas similitudes con los lakota (sioux) respecto al estilo de vida, lingüística, y hábitos culturales, y se les considera como una tribu de los nakoda o división del centro de los lakota. Se cree que los assiniboine se desligaron de otras tribus lakota en el siglo XVII.
Están estrechamente relacionados con la Primera Nación Stoney, naturales de Alberta - que también son sioux que usan una variante nakoda del idioma sioux.

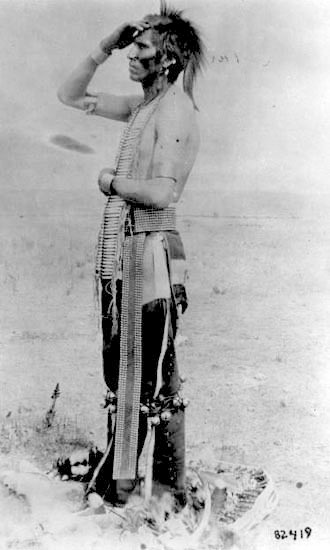
Hombre assiniboine, Montana, 1890-1891.

Fueron grandes aliados y socios comerciales de los cree, participando en guerras contra los atsina junto a ellos, y luego luchando contra los Pies negros. Como gentes de las Llanuras que eran, generalmente no se movían más al norte del río North Saskatchewan, realizando un notable intercambio de bienes de intercambio europeos a través de los intermediarios Cree de la Compañía de la Bahía de Hudson.
El estilo de vida de este grupo era seminómada, y seguían a las manadas de bisontes durante los meses más cálidos. Realizaban una considerable cantidad de intercambio con los comerciantes europeos, y trabajaban con las tribus mandan, hidatsa y arikara, y ese factor está ampliamente presente en su estilo de vida.
Aunque su descripción de grupo no era en su conjunto favorable, la existencia de la tribu fue mencionada en los diarios de la Expedición de Lewis y Clark a su vuelta del viaje desde el Fuerte Clatsop en la parte baja del río Misisipi. Los expedicionarios escucharon rumores de que este era un grupo feroz, y tenían la esperanza de no encontrarse con ellos. No vieron ninguna señal de estas gentes y, por tanto, no pudieron contrastar estos rumores.
Los nombres por los que los assiniboine son normalmente conocidos no están derivados de la manera en que se designaban ellos mismos. Como sioux que eran, se apodaban tradicionalmente a sí mismos como los Hohe Nakota. 
No obstante, con la extensa adopción del inglés, muchos simplemente usaban el nombre en inglés. 
Sin embargo la palabra  Assiniboine es un vocablo tomado del francés, que a su vez se tomó de la palabra ojikwe asinii-bwaan (ᐊᓯᓃᑆᓐ), que significa Sioux de piedra/piedra Sioux (en inglés, stone Sioux). De igual manera, Assnipwan viene de la palabra asinīpwāt (ᐊᓯᓃᑇᑦ)  en el dialecto cree del oeste, de asiniy (ᐊᓯᓂᕀ) - "piedra" - y pwāta (ᑇᑕ) - "Sioux". 
Los primeros comerciantes franceses en el oeste eran a menudo conocedores de las lenguas algonquinas, y muchas palabras Cree o Ojibwe de otros pueblos canadienses fueron adoptadas por los franceses en los albores de la época colonial, y de ahí al inglés.

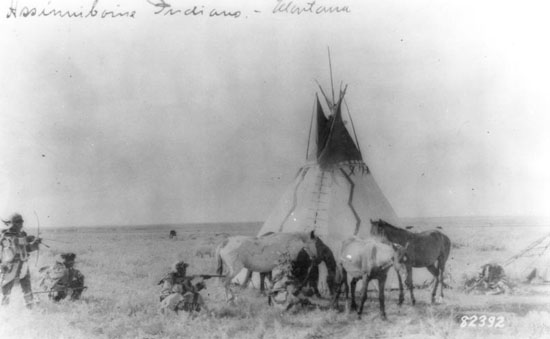
Assiniboine en Montana, 1890-1891.

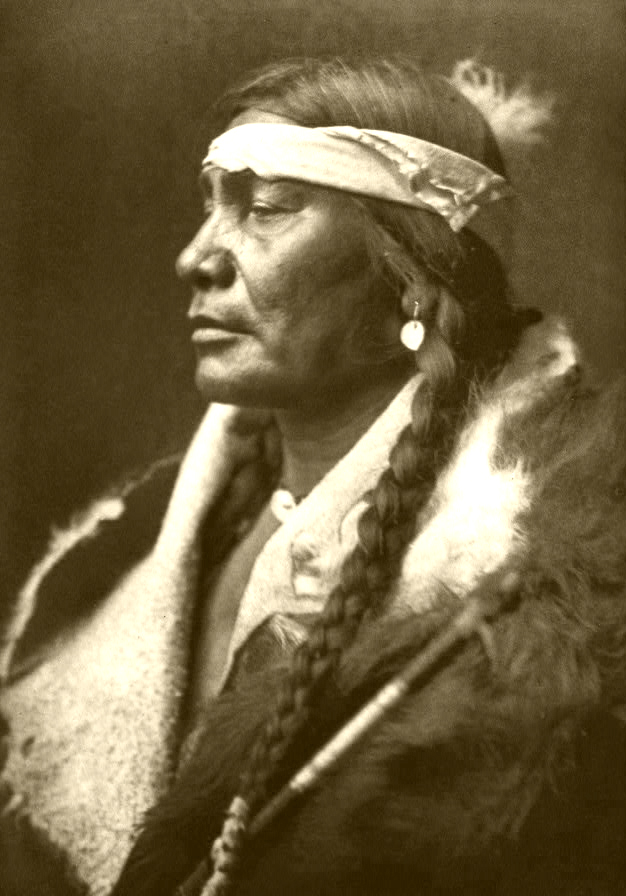
Un hombre Assiniboine.

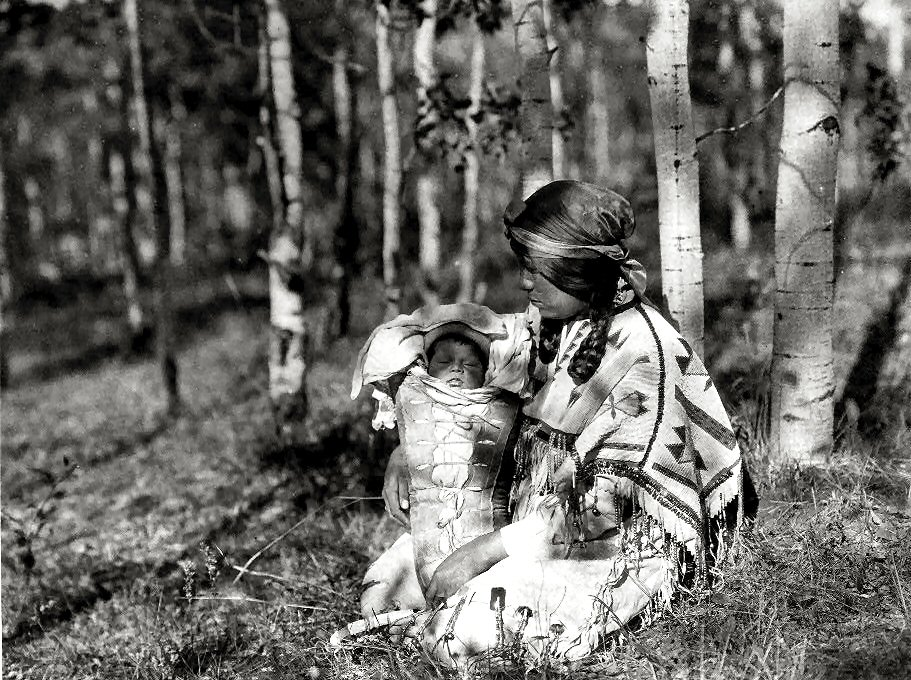
Una mujer Assiniboine y su hijo.